# Tibor Kreisz
Tibor Kreisz, (16 april 1958) is een voormalig Hongaars professioneel tafeltennisser.

## Belangrijkste resultaten
- WK
  -  Goud met het team in 1979 in Pyongyang.
  -  Zilver met het team in 1981 in Novi Sad.
- EK
  -  Goud met het team in 1978 in Duisburg.
  -  Brons in het enkelspel in 1978 in Duisburg.